# Poiana (gen)
Poiana este un gen de mamifere din familia Viverridae, gen caracterizat printr-o asemănare cu felinele, dar mai mare decât în cazul altor Viverridae. Genul este format din două specii: Poiana leightoni (africană) și Poiana richardsoni (asiatică).